# Max Mata
Max Andrew Mata (* 10. Juli 2000 in Auckland) ist ein neuseeländischer Fußballspieler.

## Karriere

### Verein
Aus der Jugend von Wellington Phoenix kommend, wechselte er bereits im Sommer 2015 in deren Reserve-Mannschaft, wo er dann auch am 22. November des Jahres in der Premiership debütierte. Ein paar Wochen später erzielte er im Alter von 15 Jahren, 4 Monaten und 23 Tagen sein erstes Tor für sein Team, womit er zum jüngsten Torschützen in der Ligahistorie wurde. Ein Spiel später erzielte er neben zwei Vorlagen auch noch weitere zwei Tore in einem 5:5 gegen Hawke’s Bay United, womit er auch zum jüngsten Doppeltorschützen wurde. Danach erhielt er für seinen Klub aber nur noch gelegentlich Einsätze Im Januar 2017 schloss er sich den Eastern Suburbs an. Nach einem langsamen Start in der laufenden Saison kam er ab der darauffolgenden Spielzeit zu einem Stammplatz und steuerte auch ein paar Tore sowie noch einige weitere Vorlagen bei.
Zur Saison 2018/19 schloss er sich kurzzeitig Onehunga Sports an und machte Anfang 2019 den Schritt in Richtung Europa, wo er als erstes bei der U21 des Grasshopper Club Zürich in der Schweiz unterkam. Nach einigen Einsätzen für deren Jugendmannschaft wurde er für die erste Hälfte der Saison 2019/20 nach Estland zum FC Nõmme Kalju verliehen. Dort bekam er Einsätze in der Qualifikation zur Champions League wie auch der Europa League und erzielte in seinen 14 Ligaeinsätzen neun Tore und gab sechs Vorlagen. Nach einem weiteren Jahr 2020 in Zürich, verließ er Europa wieder um in den USA für die Real Monarchs in der USL Championship zu spielen. In der Saison 2021 kam er hier fast nie zu einem Startelfeinsatz, womit seine Torausbeute auch recht gering ausfiel. So ging es für ihn im Februar 2022 bereits wieder auf den alten Kontinent zurück, wo er nun in Irland bei den Sligo Rovers unter Vertrag stand. Dort verblieb er erstmals wieder langfristig und erzielte in seinen drei Spielzeiten insgesamt 22 Ligatreffer. Vor seiner letzten Saison wurde für ihn zuvor noch eine Ablöse in Höhe von 100.000 € des englischen Klubs Shrewsbury Town gezahlt, welche ihn aber nach wenigen Einsätzen in der League One nach Irland zurückverliehen.
Derzeit steht er immer noch bei Shrewsbury Town unter Vertrag, ist für den Verlauf der Saison 2024/25 aber an das Franchise Auckland FC verliehen, welches in der australischen A-League spielt.

### Nationalmannschaft
Mit der neuseeländischen U16/U17 nahm er nach der Ozeanienmeisterschaft 2017 auch an der Weltmeisterschaft 2019 teil, wo er bei beiden Turnieren in der Großzahl seiner Einsätze die Kapitänsbinde trug. Mit der U20 nahm er dann auch noch an der Ozeanienmeisterschaft 2018 teil, wo er mit seinen fünf Toren, drei davon aus einer Partie, den Titel mit seiner Mannschaft holte und zudem noch Torschützenkönig wurde. Bei der Weltmeisterschaft 2019 kam er durch eine Rotsperre in den ersten beiden Partien nicht zum Einsatz, bekam dann jedoch zumindest noch Einsätze in den nächsten beiden Partien.
Sein Debüt in der A-Nationalmannschaft gab er am 17. November 2019, als er bei einer 0:1-Freundschaftsspielniederlage gegen Litauen zur 63. Minute von Trainer Danny Hay für Elliot Collier eingewechselt wurde.
Danach folgten über die nächsten Jahre keine weiteren Einsätze. Erst ab März 2023 kam er in einer Vielzahl von Freundschaftsspielen wieder zum Einsatz und sammelte so Spielzeit. Sein erstes Turnier mit seiner Mannschaft war dann die Ozeanienmeisterschaft 2024, bei welcher er auch seine ersten beiden Länderspieltore erzielte und am Ende mit seiner Mannschaft den Titel gewann. Sein zweites Tor erzielte er im Finalspiel, einem 3:0-Sieg über Vanuatu, in dem er zur 89. Minute für Ben Old eingewechselt wurde und in der 90. + 1. Minute den Treffer zum 3:0 Endstand unter Vorlage von Jesse Randall erzielte.